# Коваль Андрій Георгійович
Андрій Георгійович Коваль (нар. 20 вересня 1938 — пом. 9 травня 2013, Івано-Франківськ) — радянський футболіст, який грав на позиції захисника та півзахисника. Відомий за виступами у командах СКА (Львів) та «Спартак» з Івано-Франківська в другому та третьому дивізіоні радянського футболу, зіграв за івано-франківську команду понад 100 матчів у класі «Б».

## Клубна кар'єра
Андрій Коваль розпочав виступи в командах майстрів у 1960 році в команді класу «Б» СКА зі Львова, в якій виступав до кінця 1961 року, та зіграв у складі армійської команди 37 матчів у другому дивізіоні радянського футболу. На початку 1962 року Коваль став гравцем команди класу «Б» «Спартак» зі Станіслава (перейменованого в цьому році на Івано-Франківськ), грав у складі команди до кінця 1966 року, зіграв у чемпіонаті за івано-франківський клуб 118 матчів. У 1967 році Андрій Коваль грав у складі аматорської команди «Хімік» з Калуша. Наступного року Коваль перейшов до складу команди класу «Б» «Карпати» з Мукачевого, в якій грав протягом року, після чого завершив виступи на футбольних полях.
Після завершення виступів на футбольних полях Андрій Коваль жив у Івано-Франківську, де й помер у 2013 році.